# محمد ممدوف
محمد ممدوف (انگلیسی: Mahammad Mammadov؛ متولد ۲۷ ژوئن ۱۹۹۷، در آذربایجان) ورزشکار تکواندوی آذربایجانی است که در مسابقات قهرمانی تکواندو جهان ۲۰۱۷ پس از شکست در بازی نهایی در برابر میرهاشم حسینی، برنده مدال برنز شد.